# Sự kiện Sakai
Sự kiện Sakai (堺事件 Giới sự kiện, Sakai jiken) là vụ giết hại 11 thủy binh Pháp từ hộ tống hạm Dupleix của Pháp tại cảng Sakai gần Osaka, Nhật Bản vào năm 1868.

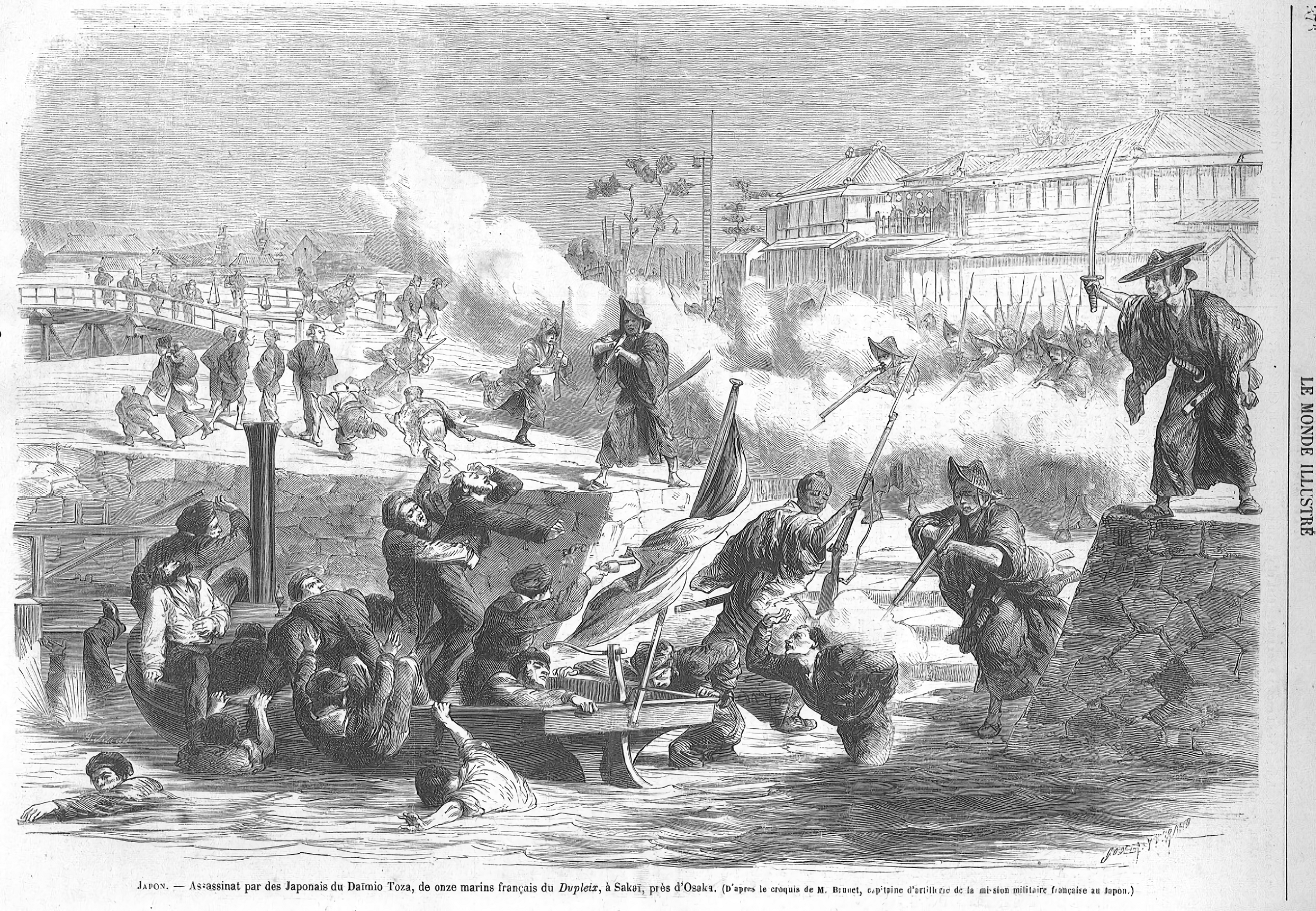
Sự kiện Sakai, Nhật Bản. Le Monde Illustré, 1868.

Ngày 8 tháng 3 năm 1868, một xuồng nhỏ vừa cập bến Sakai đã bị đám samurai của phiên Tosa tập kích; 11 thủy binh và viên chuẩn uý hải quân Guillou đã thiệt mạng (một tượng đài ở Kobe hiện được dựng lên để tưởng nhớ họ). Vào thời điểm đó, cảng Sakai đã mở cửa cho các tàu thuyền nước ngoài, và quân binh phiên Tosa chịu trách nhiệm giữ gìn trật tự trị an trong thành phố.
Thuyền trưởng người Pháp Abel-Nicolas Bergasse du Petit-Thouars đã kịch liệt phản đối đến mức khoản bồi thường 150.000 đô la được thỏa thuận, và 29 phiên binh thừa nhận đã nổ súng cũng như đội trưởng đều bị kết án tử hình bằng nghi thức seppuku tại đền Myōkoku-ji. Tuy nhiên, lo sợ rằng việc hành quyết tất cả các thành viên trong quân binh phiên Tosa sẽ làm dấy lên thái độ bài ngoại vốn đã tràn lan ở Nhật Bản, giới chức tân chính phủ đã quyết định giảm xuống còn 20 người. Tuy nhiên, tại cuộc hành quyết, các samurai trong cơn phẫn nộ đã tự mổ bụng và để ruột chảy ra ngoài, gây sốc cho những người Pháp đang theo dõi cuộc hành quyết. Sau khi 11 người thực hiện seppuku, tương ứng với số lượng người Pháp bị giết, viên thuyền trưởng người Pháp bèn đề nghị một lệnh ân xá, thay vào đó, 9 samurai chỉ bị trục xuất. Trích dẫn tờ Moniteur, London Morning Post mô tả các vụ hành quyết:
Vào ngày 15, một quan chức cấp cao [người Nhật] đã gửi một văn bản trả lời từ Chính phủ của anh ta thừa nhận tất cả sự hài lòng cần thiết. Vào ngày hôm sau, Thuyền trưởng du Petit-Thouars, chỉ huy tàu Dupleix, cập bến Sakai để chứng kiến việc hành quyết hai sĩ quan, một phụ tá và 17 lính Nhật, bị kết án tử hình là tác giả chính của vụ tập kích. Hai đội trưởng là những người đầu tiên bị giết, sau đó 9 người khác lần lượt bỏ mạng. Thuyền trưởng du Petit-Thouars sau đó nhận thấy rằng Chính phủ Nhật Bản đã quyết định thực hiện các cam kết của mình đến cùng, và nhượng lại cho cảm giác của lòng nhân từ, vẫn tiếp tục hành quyết, tuyên bố rằng ông coi việc chuộc tội thế là đủ, và ông đề nghị xin Bộ trưởng Pháp một sự giảm nhẹ hình phạt có lợi cho kẻ bị kết án khác.

Vụ việc này đã được kịch tính hóa trong một truyện ngắn, "Sakai Jiken", của nhà văn Mori Ōgai.